# Muchajjam al-Fawwar
Muchajjam al-Fawwar (arab. مخيم الفوار) – obóz dla uchodźców palestyńskich w Autonomii Palestyńskiej (południowy Zachodni Brzeg, Hebron). Według danych Palestyńskiego Centralnego Biura Statystycznego w 2016 roku liczył 8642 mieszkańców.